# Union des socialistes de Voïvodine
L'Union des socialistes de Voïvodine (en serbe : Унија Социјалиста Војводине et Unija Socijalista Vojvodine) est un parti politique de Serbie. Il est dirigé par Živan Berisavljević. 
Au second tour de l'élection présidentielle serbe de 2008, il a apporté son soutien au président sortant Boris Tadić.